# Джонсон, Райан (футболист)
Ра́йан Дэ́вид Джо́нсон (англ. Ryan David Johnson; род. 26 ноября 1984, Кингстон) — ямайский футболист, нападающий.

## Клубная карьера

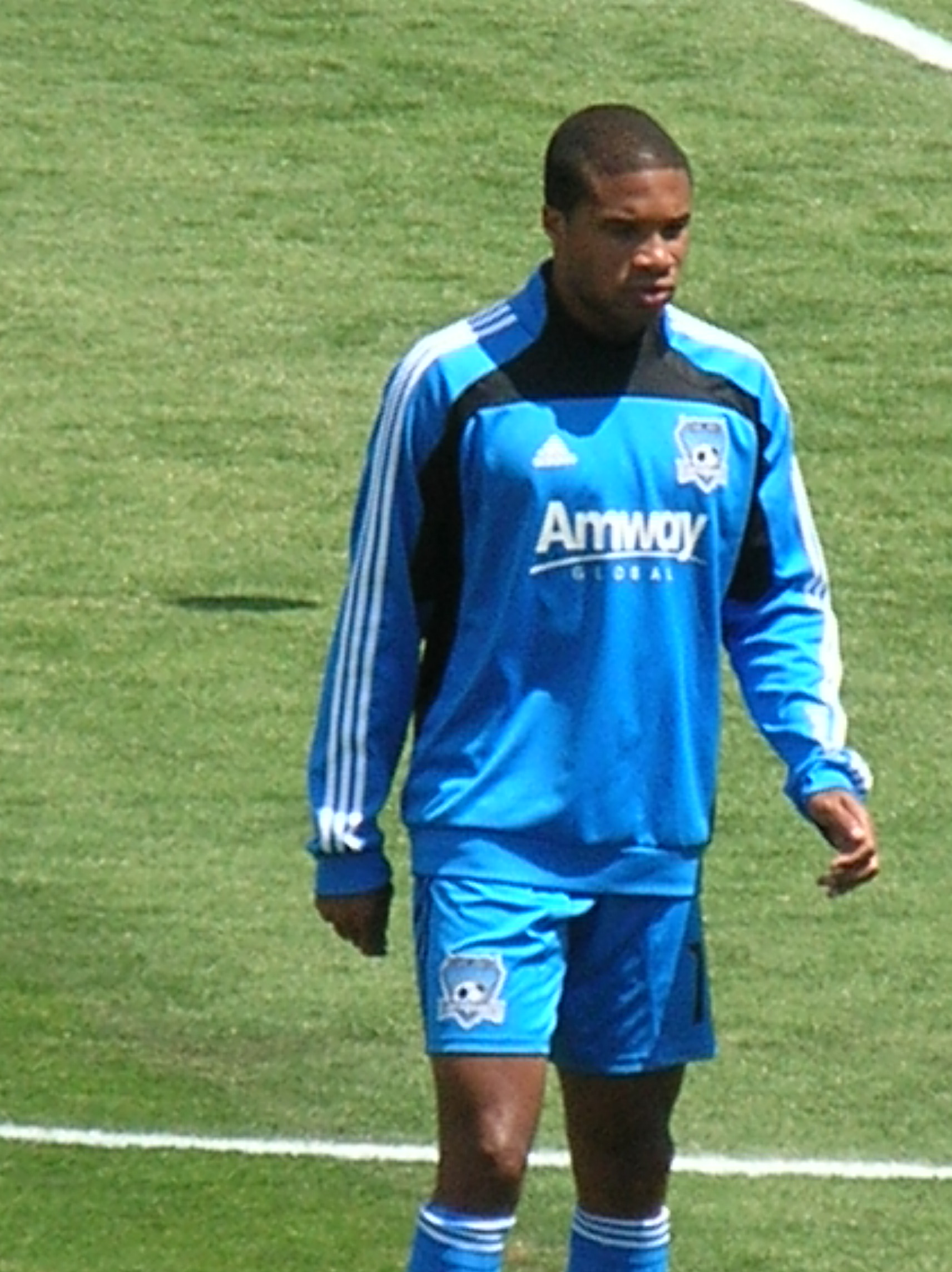
Джонсон в составе «Сан-Хосе Эртквейкс»

Джонсон начал карьеру, выступая за футбольную команду Университета штата Орегон, в США. Во время учёбы он также непродолжительное время выступал за «Кейп-Код Крусейдерс» и молодёжную команду «Колорадо Рэпидз».
На супердрафте MLS 2006 Райан был выбран в третьим раунде под общим 26-м номером клубом «Реал Солт-Лейк». За команду он сыграл всего семь матчей, в которых провёл на поле 154 минуты, после чего в июле был обменян в «Чикаго Файр» на Джека Стюарта, но там Джонсон играл ещё меньше — 46 минут в трёх матчах, и 3 марта 2007 года он был помещён в список отказов.
В конце марта 2007 года Райан заключил краткосрочный четырёхмесячный контракт со шведским клубом «Эстер» из Суперэттана.
Во второй половине 2007 года он вернулся в США и начал выступать в высшей лиге шоубола за клуб «Нью-Джерси Айронмен».
В 2008 году «Сан-Хосе Эртквейкс» выменял права на Джонсона в MLS у «Чикаго Файр» на два драфт-пика. 11 мая в матче против «Коламбус Крю» Джонсон забил свой первый гол за «Эртквейкс». По итогам сезона 2009 Райан был признан MVP сезона в команде и стал её лучшим бомбардиром с 11 голами.
В июле 2011 года Джонсон с доплатой распределительных средств и местом иностранного игрока был обменян в канадский «Торонто» на Алана Гордона, Джейкоба Питерсона и Нану Аттакора. 21 июля в матче против «Далласа» он дебютировал за новую команду. 24 июля в поединке против «Спортинг Канзас-Сити» Райан забил свой первый гол за «Торонто». В Лиге чемпионов КОНКАКАФ 2011/12 он забил пять голов в двенадцати матчах. В 2012 году Джонсон помог клубу выиграть первенство Канады.
12 декабря 2012 года Райан Джонсон и Милош Коцич были обменяны в «Портленд Тимберс» на Джо Бендика, наивысший пик супердрафта 2013 и распределительные средства. 10 марта в матче против «Монреаль Импакт» Райан забил свой первый гол за «дровосеков».
В 2014 году Джонсон перешёл в китайский «Хэнань Констракшн». 8 марта в матче против «Гуанчжоу Эвергранд» он дебютировал в китайской Суперлиге. 22 марта в поединке против «Далянь Аэрбин» Райан забил свой первый гол за «Хэнань».
В начале 2015 года Джонсон перешёл в южнокорейский «Сеул И-Лэнд». 29 марта в матче против «Аньяна» он дебютировал в Кей-лиге. 29 августа в поединке против «Ансан Полис» Райан забил свой первый гол за сеульский клуб.
В марте 2016 года Джонсон подписал контракт с клубом-новичком Североамериканской футбольной лиги «Райо ОКС». 26 мая «Райо ОКС» отчислил Джонсона.

## Международная карьера
12 апреля 2006 года в товарищеском матче против сборной США Джонсон дебютировал за сборную Ямайки. 10 февраля 2010 года в поединке против сборной Аргентины он забил свой первый гол за национальную команду. В том же году Райан помог сборной выиграть Карибский кубок. На турнире он сыграл в матчах против команд сборной Гайаны, Гваделупы и Гренады. В поединке против гваделупцев Джонсон забил гол.
В 2011 году в составе сборной он принял участие в розыгрыше Золотого кубка КОНКАКАФ. На турнире Райан сыграл в матчах против команд Гренады, Гватемалы, Гондураса и США. В поединках против гренадцев и гондурасцев Джонсон забил два гола.

### Голы за сборную Ямайки
| #  | Дата            | Место                                          | Противник  | Счёт | Результат | Соревнование                     |
| -- | --------------- | ---------------------------------------------- | ---------- | ---- | --------- | -------------------------------- |
| 1. | 10 февраля 2010 | Хосе Мария Минелья, Мар-дель-Плата, Аргентина  | Аргентина  | 0:1  | 2:1       | Товарищеский матч                |
| 2. | 5 сентября 2010 | Индепенденс парк, Кингстон, Ямайка             | Коста-Рика | 1:0  | 1:0       | Товарищеский матч                |
| 3. | 29 ноября 2010  | Стад Эн Ками, Ривьер-Пилот, Мартиника          | Гваделупа  | 2:0  | 2:0       | Карибский кубок 2010             |
| 4. | 7 июня 2011     | Стабхаб Сентер, Карсон, США                    | Гренада    | 2:0  | 4:0       | Золотой кубок КОНКАКАФ 2011      |
| 5. | 13 июня 2011    | Ред Булл Арена, Гаррисон, США                  | Гондурас   | 1:0  | 1:0       | Золотой кубок КОНКАКАФ 2011      |
| 6. | 2 сентября 2011 | Кито, Эквадор                                  | Эквадор    | 4:2  | 5:2       | Товарищеский матч                |
| 7. | 24 февраля 2012 | Монтего-Бей Спорткомплекс, Монтего-Бей, Ямайка | Куба       | 1:0  | 3:0       | Товарищеский матч                |
| 8. | 8 июня 2012     | Индепенденс парк, Кингстон, Ямайка             | Гватемала  | 2:0  | 2:1       | Чемпионат мира 2014 квалификация |

## Достижения
Клубные
 «Торонто»
- Первенство Канады — 2012

Международные
 Ямайка
- Карибский кубок — 2010